# Lina Wertmüller
Lina Wertmüller, född 14 augusti 1928 i Rom, död 9 december 2021 i Rom, var en italiensk filmregissör och manusförfattare.
1976 blev hon den första kvinnan någonsin att nomineras till en Oscar i kategorin Bästa regi. Filmen som nominerades var Mannen som köpte sitt liv med Giancarlo Giannini, Fernando Rey och Shirley Stoler i några av rollerna och Wertmüller nominerades även i kategorin Bästa originalmanus. I samband med Oscarsgalan 2020 tilldelades hon en Heders-Oscar. Wertmüller har nominerats till Guldpalmen två gånger och till Guldbjörnen en gång. Flera av hennes verk har filmatiserats på andra språk bland annat Travolti da un insolito destino nell'azzurro mare d'agosto (1975) som 2002 blev Swept Away i regi av Guy Ritchie och med Madonna i huvudrollen.

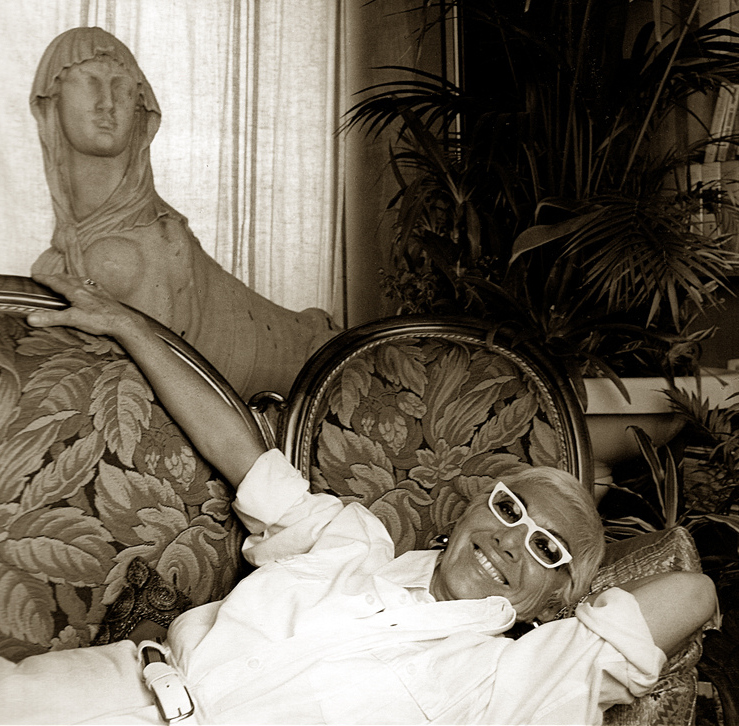
Lina Wertmüller fotograferad av Augusto De Luca 1987.

## Filmografi i urval
- 1963 – I basilischi
- 1965 – Questa volta parliamo di uomini
- 1967 – Blodigt spel i western
- 1970 – När kvinnan hade svans (endast manus)
- 1970 – Den brutala staden (endast manus)
- 1971 – Kvinnotjusaren
- 1972 – Broder Sol och syster Måne (endast manus)
- 1973 – Allt är O.K. men inget fungerar
- 1973 – Film d'amore e d'anarchia
- 1975 – Travolti da un insolito destino nell'azzurro mare d'agosto
- 1975 – Mannen som köpte sitt liv
- 1977 – La fine del mundo nel nostro solito letto in una notte piena di pioggia
- 1978 – Un fatto di sangue fra due uomini per causa di una vedova. Si sospettano moventi politici
- 1978 – The End of the World in Our Usual Bed in a Night Full of Rain
- 1986 – Camorra
- 1990 – Lördag, söndag, måndag